# Lucille Gicquel

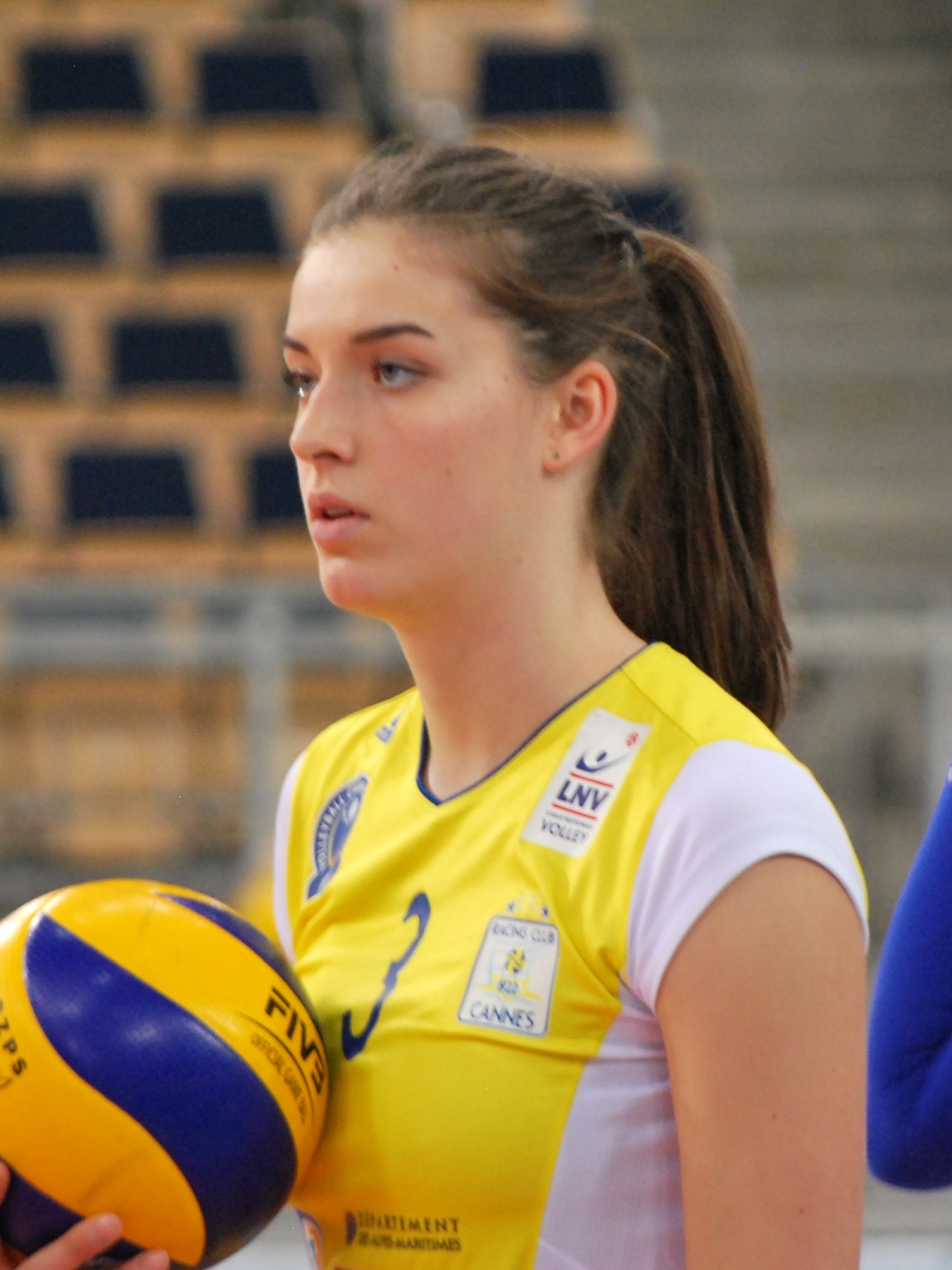
Lucille Gicquel zawodniczką klubu RC Cannes w sezonie 2017/2018

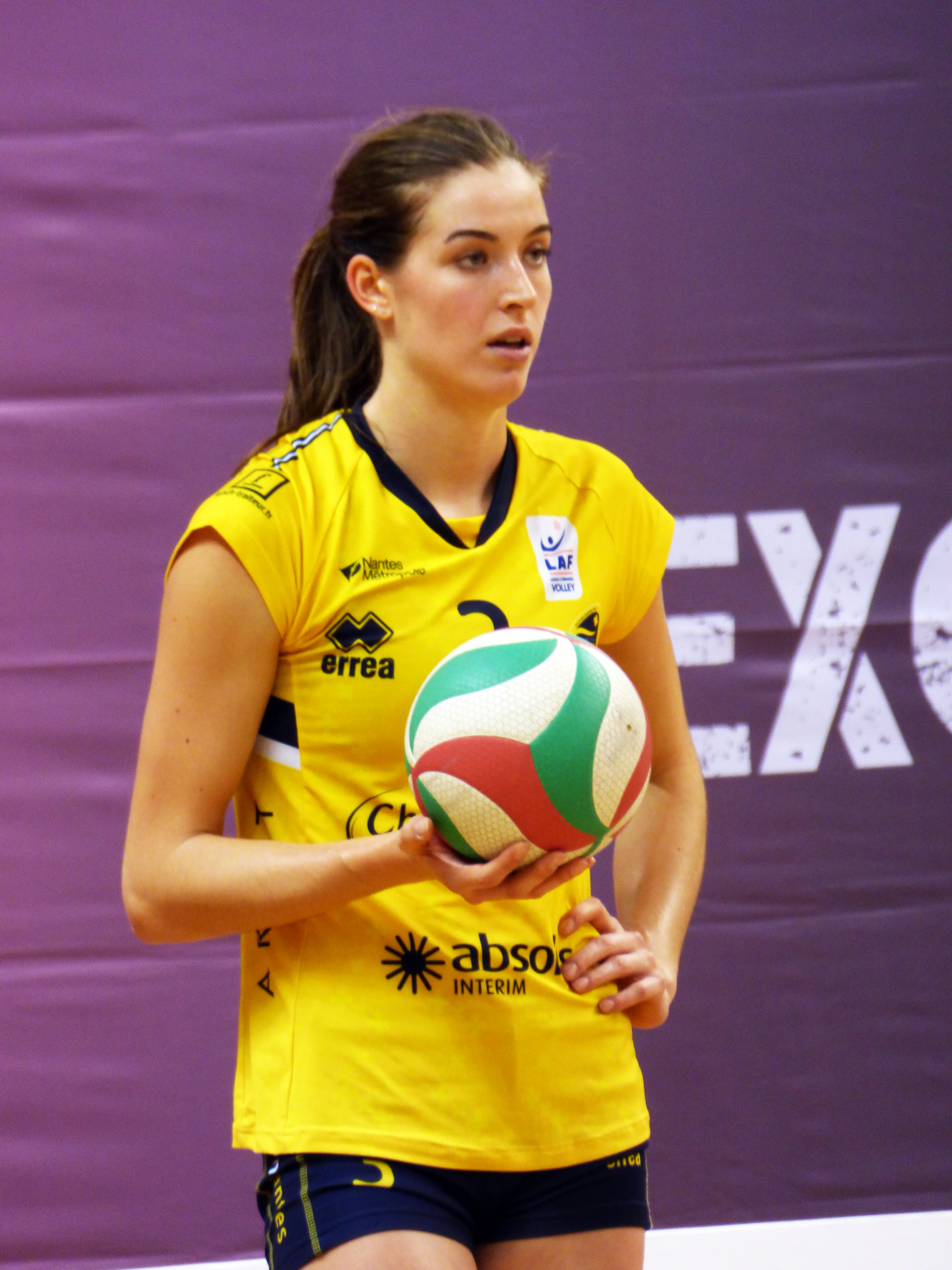
Lucille Gicquel zawodniczką klubu Nantes VB w sezonie 2018/2019

Lucille Gicquel (ur. 13 listopada 1997 w Rennes) – francuska siatkarka, grająca na pozycji atakującej. Reprezentantka kraju.

## Kariera
Jest wychowanką klubu France Avenir 2024. W 2015 roku trafiła do najbardziej utytułowanej drużyny we Francji do RC Cannes, grając przez 3 sezony. W 2018 podpisała kontrakt z klubem Nantes VB, gdzie grała przez kolejne 2 lata. W sezonie 2020/2021 została zawodniczką Mistrza Włoch - Imoco Volley Conegliano, gdzie dzieliła pozycję atakującej z gwiazdą włoskiej siatkówki Paolą Egonu. W 2021 w letnim okresie transferowym postanowiła zostać we włoskiej Serie A, występując w szeregach klubu Bosca San Bernardo Cuneo.
Jej ojciec Jean-Charles był lekkoatletą, uprawiał skok wzwyż.

### Kariera klubowa
| Kariera juniorska | Kariera juniorska         | Kariera juniorska | Kariera juniorska | Kariera juniorska | Kariera juniorska | Kariera juniorska | Kariera juniorska | Kariera juniorska | Kariera juniorska | Kariera juniorska |
| ----------------- | ------------------------- | ----------------- | ----------------- | ----------------- | ----------------- | ----------------- | ----------------- | ----------------- | ----------------- | ----------------- |
| Sezon             | Klub                      |                   |                   |                   |                   |                   |                   |                   |                   |                   |
| 2013/2014         | France Avenir 2024        |                   |                   |                   |                   |                   |                   |                   |                   |                   |
| 2014/2015         | France Avenir 2024        |                   |                   |                   |                   |                   |                   |                   |                   |                   |
| Kariera seniorska |                           |                   |                   |                   |                   |                   |                   |                   |                   |                   |
| Sezon             | Klub                      |                   |                   |                   |                   |                   |                   |                   |                   |                   |
| 2015/2016         | RC Cannes                 |                   |                   |                   |                   |                   |                   |                   |                   |                   |
| 2016/2017         | RC Cannes                 |                   |                   |                   |                   |                   |                   |                   |                   |                   |
| 2017/2018         | RC Cannes                 |                   |                   |                   |                   |                   |                   |                   |                   |                   |
| 2018/2019         | Nantes VB                 |                   |                   |                   |                   |                   |                   |                   |                   |                   |
| 2019/2020         | Nantes VB                 |                   |                   |                   |                   |                   |                   |                   |                   |                   |
| 2020/2021         | Carraro Imoco Conegliano  |                   |                   |                   |                   |                   |                   |                   |                   |                   |
| 2021/2022         | Bosca San Bernardo Cuneo  |                   |                   |                   |                   |                   |                   |                   |                   |                   |
| 2022/2023         | Bosca San Bernardo Cuneo  |                   |                   |                   |                   |                   |                   |                   |                   |                   |
| 2023/2024         | Nilüfer Belediyespor      |                   |                   |                   |                   |                   |                   |                   |                   |                   |
| 2024/2025         | Reale Mutua Fenera Chieri |                   |                   |                   |                   |                   |                   |                   |                   |                   |

### Sukcesy klubowe
Puchar Francji:
- 2016, 2018

Liga francuska:
- 2016, 2018, 2019

Superpuchar Włoch:
- 2020

Puchar Włoch:
- 2021

Liga włoska:
- 2021[5]

Liga Mistrzyń:
- 2021

Puchar Challenge:
- 2025[6]

### Sukcesy reprezentacyjne
Liga Europejska:
- 2022[7]

### Nagrody indywidualne
- 2022: MVP turnieju finałowego Ligi Europejskiej